# Павуколов товстодзьобий
Павуколов товстодзьобий (Arachnothera crassirostris) — вид горобцеподібних птахів родини нектаркових (Nectariniidae). Мешкає в Південно-Східній Азії.

## Поширення і екологія
Великі павуколови мешкають на Малайському півострові, на Суматрі та на Калімантані. Вони живуть в рівнинних вологих тропічних лісах, мангрових лісах і на плантаціях.